# Roewe Marvel X
La Roewe Marvel X è un'autovettura prodotto dalla casa automobilistica cinese Roewe a partire dal 2018.

## Descrizione
Sviluppata dalla SAIC, che detiene il marchio Roewe, la Marvel X un crossover SUV compatto ad alimentazione totalmente elettrica che si va posiziona tra la Roewe RX5 e sotto la Roewe RX8.
La vettura è stata anticipata dalla concept car Vision E Concept, che ha debuttato nell'aprile 2017 al salone di Shanghai. È disponibile in due versioni, a trazione posteriore o integrale.
Per la versione integrale, l'assale anteriore dispone di un motore elettrico con una potenza di 85 kW e una coppia di 255 Nm, mentre al posteriore ci sono due motori che combinati erogano una potenza di 137 kW e una coppia di 410 Nm. Per quanto riguarda le prestazioni di guida, la velocità massima dichiarata è di 180 km/h.